# Athripsodes verai
Athripsodes verai är en nattsländeart som beskrevs av Gonzalez och Garcia de Jalon 1987. Athripsodes verai ingår i släktet Athripsodes och familjen långhornssländor. Inga underarter finns listade i Catalogue of Life.